# لويس تورو
لويس تورو (بالإسبانية: Luis Toro) هو دراج فنزويلي، ولد في 21 سبتمبر 1925.

## وصلات خارجية
- لويس تورو على موقع أوليمبيديا (الإنجليزية)